# Pierrerue (Hérault)
Pierrerue is een gemeente in het Franse departement Hérault (regio Occitanie) en telt 264 inwoners (1999). De plaats maakt deel uit van het arrondissement Béziers.

## Geografie
De oppervlakte van Pierrerue bedraagt 11,8 km², de bevolkingsdichtheid is 22,4 inwoners per km².
De onderstaande kaart toont de ligging van Pierrerue (Hérault) met de belangrijkste infrastructuur en aangrenzende gemeenten.

## Demografie
Onderstaande figuur toont het verloop van het inwonertal (bron: INSEE-tellingen).